# Саура, Антонио
Анто́нио Са́ура Атаре́с (исп. Antonio Saura Atarés; 22 сентября 1930, Уэска — 22 июля 1998, Куэнка) — испанский художник, график, книжный иллюстратор, один из крупнейших испанских мастеров второй половины XX века.

## Биография
С детства приученный отцом к посещению музеев (где самое глубокое впечатление на него произвели Веласкес и Гойя), стал самоучкой заниматься живописью в 1947, поправляясь после тяжелой и долгой болезни. На первых порах в его работах было заметно влияние Миро и сюрреализма в целом. В 1953—1955 Саура жил в Париже, участвовал в групповых акциях сюрреалистов.
В 1957—1960 возглавлял группу Эль Пасо, давшую — вместе с каталонской группой Доу эль Сет(Dau al Set) и конкретно Антони Тапиесом — начало испанскому информелю.

## Творчество
Работы Сауры были представлены на Венецианской Биеннале в 1958 (вместе с работами Чильиды и Тапиеса), на второй, третьей и шестой кассельской Документе (1959, 1964, 1977). Он иллюстрировал книги Грасиана и Кеведо.

## Признание
Премия Гуггенхайма (1960, США), Золотая медаль искусств (1982, Испания), Большая премия города Париж (1995). Почётный доктор университета Кастилия — Ла Манча.
Работы Сауры выставлялись на индивидуальных экспозициях в крупнейших музеях мира.
В Москве прошла выставка иллюстраций Антонио Сауры в выставочном зале Института Сервантеса, в 2003 году. 